# Ateliers Mommen
 (juin 2020).

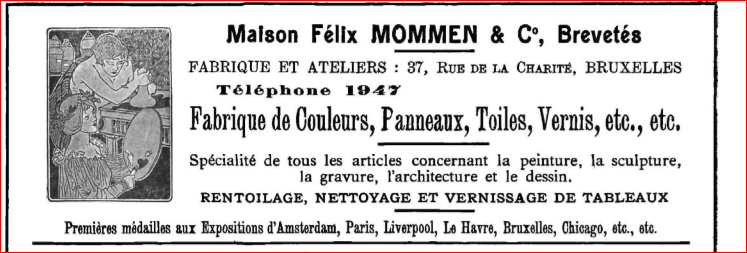
Publicité pour les Ateliers Mommen, parue dans l'Art moderne no 1 du 4 janvier 1903.

Les Ateliers Mommen (aussi connus comme la Cité Mommen et anciennement les Établissements Mommen) sont un complexe bâti au XIXe siècle situé à Saint-Josse-ten-Noode (Bruxelles) qui comprenait une usine, un magasin de vente en gros et au détail de matériel pour artistes, un atelier d'artistes et un espace d'exposition.
C'est la plus ancienne cité d'artistes en activité à Bruxelles.

## Description des bâtiments
Les bâtiments de style éclectique sont édifiés entre 1874 et 1910 par les architectes Ernest Hendrickx et Henri Van Massenhove.

## Historique
Félix Mommen, un ébéniste limbourgeois, se spécialise dans la production et la vente de matériaux pour les artistes visuels. La maison est fondée en 1853 et s'établit en 1873 rue de la Batterie au n° 32 avant de s'installer à Saint-Josse-ten-Noode rue de la Charité n° 37 en 1875.

### Les constructions
Les constructions s'échelonnent entre 1874 et 1910.
En 1874 un atelier est construit au fond de la parcelle par l'architecte Ernest Hendrickx, puis un immeuble à front de rue, avec, au rez-de -chaussée le magasin de matériaux artistiques, un logement à l'étage et, vers la cour, des ateliers pour la fabrication des couleurs. Plus tard, un atelier de dorure, une forge, des magasins à bois, des écuries et un hangar pour le séchage de toiles s'ajoutent à l'ensemble de fabrication. Felix Mommen, son épouse et leurs six enfant y emménagent l'année suivante. Deux autres enfants y naissent plus tard.
En 1894, l'architecte Henri van Massenhove construit, au fond du jardin, un bâtiment abritant des ateliers pour artistes, reliés à une maison néoclassique au 26 de la rue du Marteau.
En 1910, l'architecte M. Deleuve transforme le hangar à bois en atelier de fabrication de toiles de grandes dimensions.
L'ensemble des bâtiments est classé par l'arrêté royal du 24 septembre 1992 pour sa valeur historique et architecturale.
La façade, côté rue du Marteau, est de style éclectique, en briques rouges, animée de cordons et d'éléments de pierre bleue. Une porte cochère mène vers la cour bordée d'ateliers et au jardin.

### Les activités commerciales
Les activités de la Maison Mommen sont très diversifiées : entoilage, marouflage, encadrements, broyage des couleurs. La Maison Mommen fabrique tous les produits qu'elle vend.
La maison se spécialise rapidement dans la fabrication et la préparation de toiles pour les peintures panoramiques et a fourni le matériel pour les panoramas Bourbaki de Lucerne peint par Édouard Castres, du Caire pour Émile Wauters, du Congo peint en 1903 par Alfred Bastien et Paul Mathieu et de la bataille de l'Yser peint en 1922 par le même Bastien.
Après la mort de Félix Mommen en 1914, l'entreprise délaisse la fabrication de matériaux artistiques pour s'orienter plutôt vers leur vente et la restauration de tableaux. Vers 1950, le nom de la société est modifié en Établissements De Wandel et la production de toiles et de couleurs est complètement arrêtée. De Wandel se concentre sur la fabrication d'écrans de cinéma et restera active jusqu'en 1980, mais vu l'activité plus limitée, certains bâtiments doivent être vendus. Les ateliers d'artistes continuent cependant d'exister.
En 1960, l'entreprise est reprise la famille Sabbe. Les bâtiments entourant la cour intérieure et donnant sur la rue du Marteau sont vendus à l’imprimerie Lesigne.

### Les ateliers d'artistes
Félix Mommen est aussi mécène. Il offre des logements et des ateliers à de nombreux peintres et les aide à exposer leur production. Il n'y a pas de ligne artistique et des courants divers sont représentés, les artistes changent d'ailleurs fréquemment, la plupart ne logeant d'ailleurs pas sur place. De nombreux artistes belges du XIXe siècle comme Fernand Allard l'Olivier, Léon Frédéric, Xavier Mellery, Constantin Meunier, Pierre Paulus de Châtelet, Jean-François Portaels, Eugène Verboeckhoven, Alfred Verwée, Émile Wauters, Rik Wouters, Félicien Rops, Henri Evenepoel, Théo Van Rysselberghe ont fréquenté les lieux. L'écrivain Émile Verhaeren y a également séjourné. Rapidement, les établissements Mommen deviennent le lieu de rencontre du tout Bruxelles artistique et littéraire.
Les Ateliers Mommen, de par ses installations d'exposition, était un véritable lieu de rencontre pour artistes et offraient également d'autres services comme un dépôt pour le stockage d'œuvres d'art, un service professionnel d'emballage d'œuvres d'art à domicile et leur transport pour des expositions.[réf. nécessaire]
Les archives des Établissements Mommen sont déposées au Musée Charlier à Saint-Josse-ten-Noode.
De nombreux artistes fréquentant les Ateliers Mommen se fournissaient également en produits complémentaires auprès de la papeterie Ballieu située au numéro 13 de la chaussée de Louvain toute proche.[réf. nécessaire]

### Évolution contemporaine
À partir de 1988, l'avenir des ateliers Mommen cristallise de nombreux points de vue. La commune de Saint-Josse-ten-Noorde donne la priorité à la préservation du patrimoine architectural et historique, le promoteur voit dans les ateliers un atout pour augmenter la valeur commerciale du bien, en attirant un public plus bourgeois, tandis que d'autres s'opposent à un financement qui se fait,selon eux, au détriment de projets sociaux.
En 1988, un promoteur immobilier crée le Centre Mommen S.A. qui reprend les ateliers avec les bâtiments de l’ancienne imprimerie Lesigne et demande une autorisation d'y construire des bureaux et des espaces commerciaux, avec maintien et rénovation des ateliers et habitations d’artistes. Le projet se heurte à l'opposition des riverains qui ne veulent pas de bureaux et s'inquiètent des gabarits. Entre 1992 et 2001, des immeubles de bureau sont tout de même construits et l’extérieur des ateliers rénové.
En 2003, le Centre Mommen S.A. propose de céder les ateliers. Une association, l'asbl Ateliers Mommen se mobilise pour préserver les ateliers d'artistes dans leur fonction d'origine. En 2005, la commune de Saint-Josse-ten-Noode acquiert le complexe, une Régie communale autonome est constituée pour en assure la gestion. La rénovation intérieure des ateliers d'artistes a alors lieu,,.
À présent, les Ateliers Mommen font office de lieu de création, de travail et de résidence pour une trentaine d'artistes en activité. Il s'organisent en collectif. Ce collectif assure l'activité dans la cité, la production des événements et l'entretien des lieux, aussi leurs relations. Chaque résident et résidente loue un espace privé qu'il ou elle habite.
La création artistique vivante des Ateliers Mommen revêt une dimension d'expérimentation sociale[réf. nécessaire]. Ces deux aspects artistiques et sociaux se nourrissent mutuellement[Quoi ?].

## Les Ateliers Mommen aujourd'hui
Les Ateliers Mommen est devenu un lieu destiné exclusivement à la création artistique et à l'expérimentation d'une vie collective sans cesse en questionnement et en renouvellement[Quoi ?]. Les artistes résidents y travaillent et organisent la vie à l'intérieur de la cité.
32 studios-ateliers sont disponibles actuellement mais tous ne sont pas occupés. Des espaces de réunion et d'événements et d'exposition peuvent également être utilisés.
Les artistes qui souhaitent résider aux Ateliers Mommen sont choisis sur dossier par l'asbl Ateliers Mommen et le conseil consultatif artistique de la commune. L'intérêt pour l'investissement dans la vie collective a autant d'importance que le travail de création. Outre la participation à l'exercice collectif, les résidents sont tenus de présenter leur création au moins une fois tous les deux ans au Salon Mommen. Dans la droite ligne de son concepteur Felix Mommen, le Salon Mommen est resté un lieu d'exposition pour des œuvres alternatives et/ou en phase de création. Les Ateliers Mommen soutiennent la création et la diffusion.
Acteurs de la vie culturelle bruxelloise[réf. nécessaire], organisés en association, les artistes de la cité invitent régulièrement des porteurs de projets extérieurs afin de produire ensemble des événements, expositions, installations, événements, spectacles, concerts, performances. Ce travail a pour vocation de s'ouvrir sur le quartier de Saint-Josse-ten-Noode, la ville de Bruxelles et l'étranger.
La cité Mommen se singularise par la diversité des pratiques artistiques et culturelles des résidents de différentes nationalités, cultures, générations, et aux disciplines variées. Parmi les artistes résidents, on compte notamment Areti Gontras et Pierre Cordier.